# Андре Луиж Игнасио да Сильва
Андре Луиж Игнасио да Сильва (порт. André Luiz Inácio da Silva, более известный как Андре Луиж порт. André Luiz; род. 23 февраля 2002, Рио-де-Жанейро) — бразильский футболист, нападающий клуба «Фламенго».

## Клубная карьера
Луиж — воспитанник клубов «Мадурейра», «Америка» и «Фламенго». 10 декабря 2021 года в матче против «Атлетико Гоияниенсе» он дебютировал в бразильской Серии A в составе последних. 18 февраля 2023 года в поединке Лиги Кариока против «Резенди» Андре забил свой первый гол за «Фламенго». 